# プロセッサ・テクノロジー
プロセッサ・テクノロジー・コーポレーション（Processor Technology Corporation）は、かつてアメリカ合衆国にあったパーソナルコンピュータメーカーである。カリフォルニア州バークレーにて、ゲイリー・イングラムとボブ・マーシュによって1975年4月に設立された。
同社の最初の製品はMITS社のAltair 8800向けのRAMボードで、MITS社純正のボードよりも信頼性が高かった。これに続いて、他のメモリボードや、ビデオディスプレイモジュールなどのI/Oボードが発売された。
『ポピュラーエレクトロニクス』誌はコンピュータ端末の特集記事を募集し、技術編集者のレス・ソロモンはマーシュとリー・フェルゼンスタインに設計を依頼した。これは1976年7月の表紙に掲載され、パーソナルコンピュータ・Sol-20として同社から販売された。1976年12月より出荷され、Sol-20は同社のヒット作となった。しかし、次世代製品の開発に失敗し、1979年5月に事業を停止した。

## 歴史
ボブ・マーシュ、リー・フェルゼンスタイン、ゴードン・フレンチは、1975年4月から7月にかけてSol-20の設計を行った。Sol-20は8ビットのマイクロプロセッサ・Intel 8080を使用し、2 MHzで動作した。Sol-20と当時の他の多くのマシンとの大きな違いは、ビデオドライバが内蔵されていたことであり、コンポジット映像信号を出力して、モニターに表示することができた。Sol-20は、ケース底面にマウントされたメインマザーボード（プリント基板）と、5スロットのS-100バスカードケージで構成されている。メイン基板はCPU、メモリ、ビデオディスプレイ、I/O回路で構成されている。ケース内部には、電源、ファン、キーボードなどが搭載されている。ケースは「IBMブルー」に塗装され、ケースの側面にはウォールナット材が使用されていた。
同社は、1977年から1979年の間に約1万台のSol-20を製造した。同社の製品は、電子工作キットまたは組み立て済み製品として販売された。また、コンパクトカセットに収録したソフトウェアも販売していた。テープの片面は同社独自のCUTSフォーマットで、もう片面はカンサスシティスタンダードフォーマットで記録されていた。ゲイリー・イングラムとスティーブ・ドンビアがソフトウェアユーティリティを書いた。ユーザーズマニュアルはリー・フェルゼンスタインが執筆した。

## 規格
Video Display Module 1 (VDM-1) は、S-100バス初のビデオディスプレイ・インターフェイスである。このボードは、64桁16行の大文字・小文字の書体を生成し、コンポジット映像信号として出力する。VDM-1は、システムメモリの1024バイトセグメントを使用して、メモリマップドI/Oを提供することで高性能を実現し、ハードウェアによるスクロールにも対応していた。VDM-1ビデオボードは、テレタイプ端末やシリアル接続端末を使用した場合に比べて大幅に表示が改善され、IMSAI 8080などのSol-20以外のS-100バスシステムの所有者にも人気があった。
もう一つの人気製品は、CUTS方式を採用したテープI/Oインターフェイスボード・CUTSである。このボードは、カセットテープ（データレコーダ）でデータを記録するための標準インターフェースを提供し、カンサスシティスタンダード(KCS)フォーマットと独自のCUTSフォーマットの両方に対応していた。リー・フェルゼンスタインは、マイクロコンピュータ用の初のクロスシステムのデータ転送標準であるKCSの開発における中心的な参加者だった。

## 製品

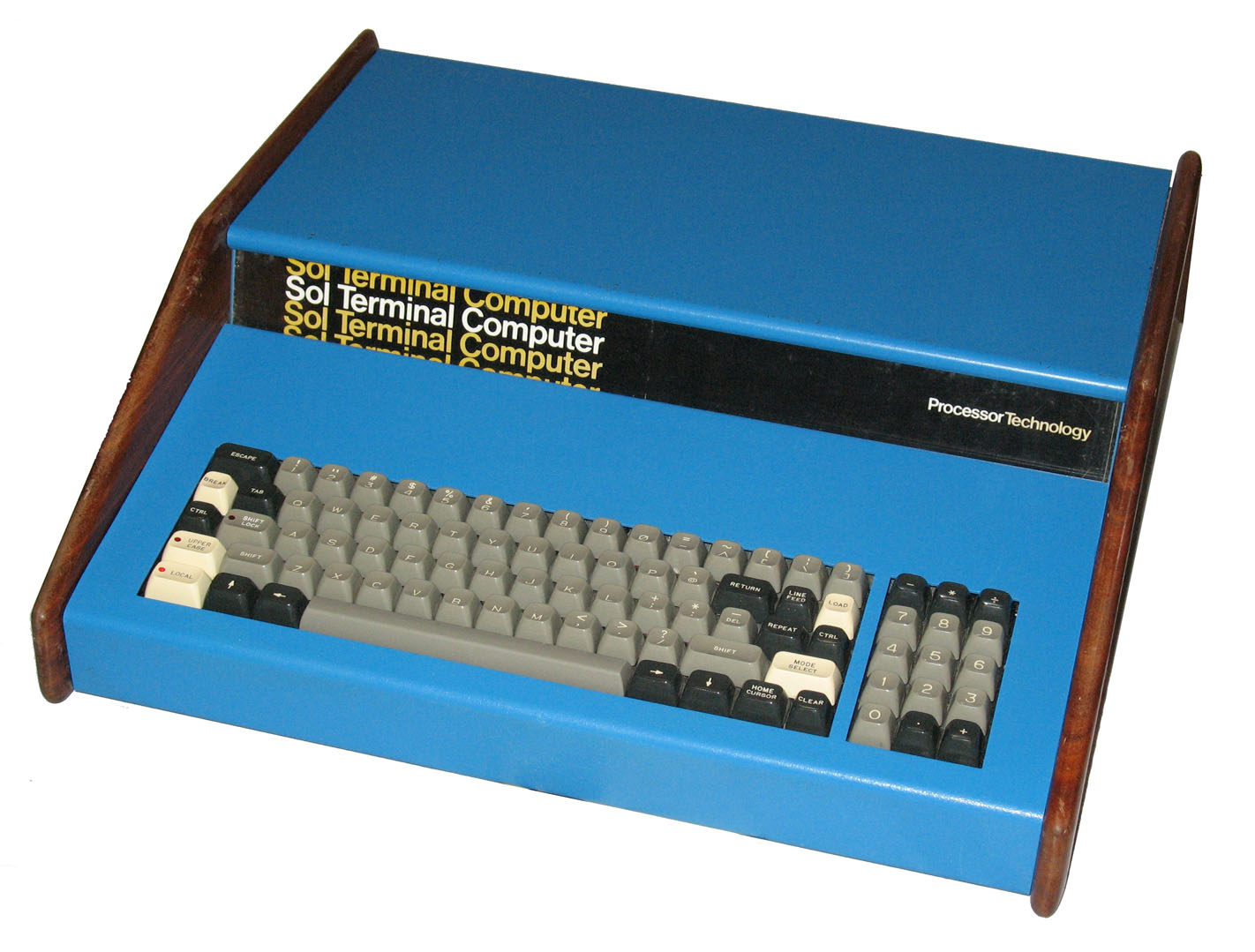
Sol-20

- コンピュータ
  - Sol-PC — ケースや電源が付属しない回路基板のみ。キット形態または組み立て済み製品として販売された。
  - Sol-10 — 5スロットのS-100バックプレーンを含まないストリップダウンモデル。キット形態または組み立て済み製品として販売された。
  - Sol-20 — 5スロットのS-100バックプレーンを含むモデル。キット形態または組み立て済み製品として販売された。
- S-100バスボード
  - VDM-1（英語版） — ビデオディスプレイモジュールボード。
  - 3P+S — I/Oモジュールボード。パラレル3端子、シリアル1端子。
  - 4KRA — 4KB SRAMボード
  - 8KRA — 8KB SRAMボード
  - 16KRA — 16KB DRAMボード
  - 32KRA-1 — 32KB DRAMボード
  - CUTS — テープI/Oインターフェイスボード。CUTSフォーマットとKCSフォーマットに対応。
  - 2KRO — EPROMボード
  - Helios II Disk Memory System
  - GPM — 汎用メモリ。CUTERモニタプログラムが書き込まれたROMボード。
- ソフトウェア
  - SOLOS — オペレーティングシステム
  - CUTER — モニタプログラムおよびカセットテープローダ
  - ASSM — 8080アセンブラ
  - BASIC/5 — 5K BASICインタプリタ
  - Extended Cassette Basic (8K) — BASICインタプリタ
  - FOCAL — プログラミング言語
  - ALS-8
  - PTDOS（英語版） — Helios IIディスクドライブで使用するオペレーティングシステム
  - EDIT — 8080エディタ
  - 8080 Chess — チェスゲーム
  - TREK-80（英語版） — スタートレックゲーム
  - GamePack 1 — ゲーム集 その1
  - GamePack 2 — ゲーム集 その2

## 関連文献
- Freiberger, Paul; Swaine, Michael (2000). Fire in the Valley: The Making of the Personal Computer (2nd ed.). New York, NY: McGraw-Hill. ISBN 0-07-135892-7
- Veit, Stan (1993). Stan Veit's History of the Personal Computer. Alexander, North Carolina: WorldComm Press. ISBN 1-56664-030-X